# Oliepeil
Het oliepeil is het niveau van smeringsvloeistof in verbrandingsmotoren. Dit wordt gemeten met behulp van een peilstok, een peilglas of een elektronische verklikker op het dashboard.
Een te laag oliepeil kan ernstige gevolgen hebben. Olie heeft een smerende werking, die uiteraard verloren gaat, maar ook de koelende werking van de olie wordt steeds minder. Olie neemt temperatuur weg van onder andere de zuigerbodem en de cilinderwand. De olie koelt af in het oliefilter, de oliekoeler, de olietank en/of het carter. Bij een te laag oliepeil krijgt de olie niet voldoende tijd om af te koelen en wordt te warm weer opgepompt om zijn koelende en smerende werk te doen. Uiteindelijk wordt hierdoor de motortemperatuur te hoog, met name op plaatsen waar de koelvloeistof niet komt. De smerende werking wordt minder omdat de viscositeit van de olie door de verhoogde temperatuur steeds lager wordt. De moleculaire structuur van de olie wordt verbroken (men zegt ook wel: "de smeerfilm breekt") en de motor wordt onvoldoende gesmeerd. Bij een extreem laag oliepeil kan onder bepaalde omstandigheden (met name in bochten of tijdens het remmen) uitsluitend nog lucht opgepompt worden, waardoor er tijdelijk helemaal geen smering meer is. Hierbij zal altijd de oliedruk-controlelamp gaan branden en moet men onmiddellijk stoppen en de motor afzetten.
Een te hoog oliepeil is minder bezwaarlijk, maar kan toch problemen geven: bij viertaktmotoren en tweetakt dieselmotoren kan het oliepeil dermate hoog zijn, dat de krukas in de olie ligt en deze gaat "opkloppen". 